# Equipe equatoriana na Copa Davis
A equipe equatoriana na Copa Davis representa o Equador na Copa Davis, principal competição de tênis masculina por equipes do mundo. É administrada pela Ecuador Tennis Federation.